# Геологія Ісландії

Дивергентна межа між Євразійською та Північноамериканською тектонічними плитами

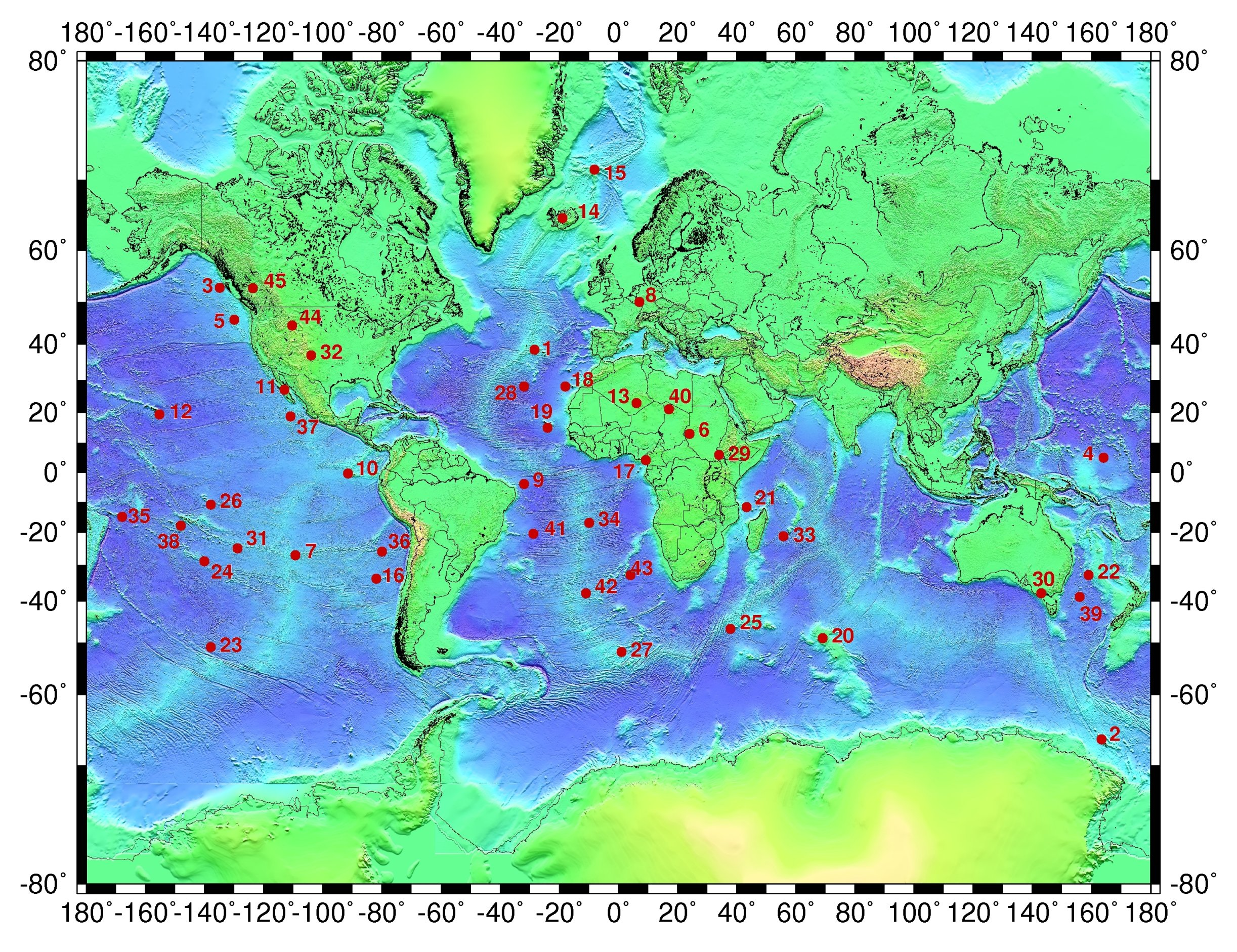
Глобальний розподіл 45 гарячих точок, включаючи Ісландію

Геологія Ісландії — є унікальною і становить особливий інтерес для геологів. Ісландія лежить на дивергентній межі між Євразійською та Північноамериканською плитами та одночасно над гарячою точкою, Ісландським плюмом. Вважається, що плюм спричинив утворення самої Ісландії; острів вперше з’явився над поверхнею океану приблизно 16–18 мільйонів років тому. Результат — острів, що характеризується постійним вулканізмом та геотермальними явищами, такими як гейзери.
Виверження Лакі 1783 р. спричинило великі руйнування та загибель людей, що призвело не лише до голоду, внаслідок якого загинуло близько 25 % населення острова, але й до падіння глобальних температур, оскільки діоксид сірки викидався в Північну півкулю. Це спричинило неврожай в Європі та, можливо, посуху в Індії. За оцінками, внаслідок виверження загинуло понад шість мільйонів людей у всьому світі.
У період з 1963 по 1967 рік, новий острів Суртсей був створений біля південно-західного узбережжя внаслідок виверження вулкана.

## Геологічна історія

### Утворення Північної Атлантики та походження Ісландії
Ісландія розташована над Серединно-Атлантичним хребтом. Деякі вчені вважають, що гаряча точка під Ісландією могла сприяти розриву суперконтиненту Пангея та подальшому формуванню Північної Атлантики. Магматичні гірські породи, що виникли з цієї гарячої точки, були знайдені по обидва боки Серединно-Атлантичного хребта, що виник 57–53 мільйони років тому, приблизно в той час, коли Північна Америка та Євразія розділилися і розпочався спрединг морського дна на північному сході Атлантики. Геологи можуть визначити рух плит відносно ісландської гарячої точки, досліджуючи магматичні породи в усьому регіоні Північної Атлантики. Це можливо, оскільки певні гірські породи, пов’язані з вулканізмом «гарячих точок», можна трактувати як вулканічні сліди, залишені Ісландською гарячою точкою. Припускаючи, що гаряча точка нерухома, геологи використовують те, що називається "системою відліку гарячих точок", для збору оцінок руху плит та створення карт руху плит на поверхні Землі щодо нерухомої точки.
Більшість дослідників руху плит сходяться на думці, що гаряча точка Ісландії, ймовірно, деякий час розташовувалась під Гренландією. Оскільки Північно-Атлантичний океан продовжував розширюватися, Гренландія колись розташовувалась на південний схід від гарячої точки Ісландії і, ймовірно, пройшла над нею на 70–40 млн. років тому. Деякі дослідження з використанням нових даних про рух плит, зібраних з гарячих точок з усього світу, дозволяють припустити, що шлях гарячої точки Ісландії відрізняється від шляху, передбаченого старішими дослідженнями. Багато старих гірських порід (датовані 75–70 млн. років), розташованих по всій території на захід, не лише розташовані поблизу припущених шляхів гарячої точки Ісландії, але також пов’язані з вулканізмом гарячих точок. Це означає, що гаряча точка Ісландії може бути набагато старшою за найраніший рифтинг того, що зараз є найпівнічнішою північно-східною Атлантикою. Якщо це правда, то більша частина рифтоутворення в Північній Атлантиці, швидше за все, була спричинена витонченням і випинанням кори, а не більш прямим впливом мантійного плюму, який підтримує Ісландську гарячу точку.
В інших наукових роботах про шлях гарячої точки Ісландії не виявлено такий спрямований на захід слід до Канади (де знайдені вищезазначені старіші магматичні породи), що означає, що старі магматичні породи, знайдені в Північній Атлантиці, можуть не походити з цієї гарячої точки. Хоча точний шлях Ісландської гарячої точки обговорюється, переважання геофізичних доказів, таких як геотермальний тепловий потік над Гренландією, показує, що гаряча точка, ймовірно, рухалася під Гренландією приблизно 80–50 млн. років тому.
Близько 60–50 млн.років тому, коли Ісландія була розташована поблизу східного узбережжя Гренландії та Середино-Атлантичного хребта, вулканізм, можливо породжений гарячою точкою Ісландії, з’єднав євразійський та північноамериканський континенти та утворив сухопутний міст між континентами під час того, як вони продовжували розходитись. Ця особливість відома як Гренландсько-Шотландський поперечний хребет, і зараз вона лежить нижче рівня моря.  Близько 36 млн. років тому Ісландська гаряча точка повністю контактувала з океанічною корою і, можливо, живила сегменти Серединно-Атлантичного хребта, які продовжували формувати найдавніші скелі, розташовані безпосередньо на схід та захід від сучасної Ісландії. Найдавніші підземні гірські породи сучасної Ісландії мають вік 16,5 млн. років. 
Хоча більшість вчених вважають, що Ісландія є островом  оскільки одночасно контактує з мантійним плюмом та активно розривається Серединно-Атлантичним хребтом, деякі інші переконливі сейсмологічні та геофізичні докази ставлять під сумнів наявність мантійного плюму / гарячої точки. Деякі геологи вважають, що недостатньо однозначних доказів свідчать про те, що під Ісландією існує мантійний плюм, оскільки тепловий потік морського дна через літосферу, що оточує Ісландію, не відхиляється від нормального теплового потоку океанічної літосфери, на який не впливає плюм.  Ця гіпотеза про холодну кору прямо протистоїть ідеї, що Ісландія розташована над гарячим мантійним плюмом. Додаткові дані вказують на те, що сейсмічні хвилі, створені під Ісландією, поводяться не так, як очікувалося на підставі інших сейсмічних досліджень поблизу гіпотетичних мантійних плюмів. Оскільки це одне з місць, де на суші можна спостерігати поширення морського дна, і де є дані про мантійний шлейф, геологічна історія Ісландії, ймовірно, залишиться популярним напрямком досліджень.

### Зледеніння
- Простягання льодовика
- Нунатаки та вільні від льоду території
- Інтергляціали
- Туя і підльодовиковий вулканізм

### Голоценові зміни та вулканізм
- Повторне поширення рослин
- Посилення вулканізму
- Ґрунтоутворення
- Гляціоізостазія
- Голоценові відкладення
- Прибережна ерозія

## Типи гірських порід

### Вулканічні відклади
- Толеїтичний вулканічний ряд
- Лужний вулканічний ряд
- Гіалокластит
- Тефра і зола

### Плутонічні (інтрузивні) породи
- Дайки
- Сілли
- Плутони

### Осадові відкладення
Одним з рідкісних прикладів осадових порід в Ісландії є послідовність морських і неморських відкладень, що є на півострові Тьорнес на півночі Ісландії. Ці пліоценові та пізньоплейстоценові відкладення складаються з мулу та пісковиків, у нижчих шарах збереглися скам’янілості. Основними видами викопних речовин, знайденими на Тьорнесі, є черепашки морських молюсків та рослинні залишки (лігніт).

## Вулканізм

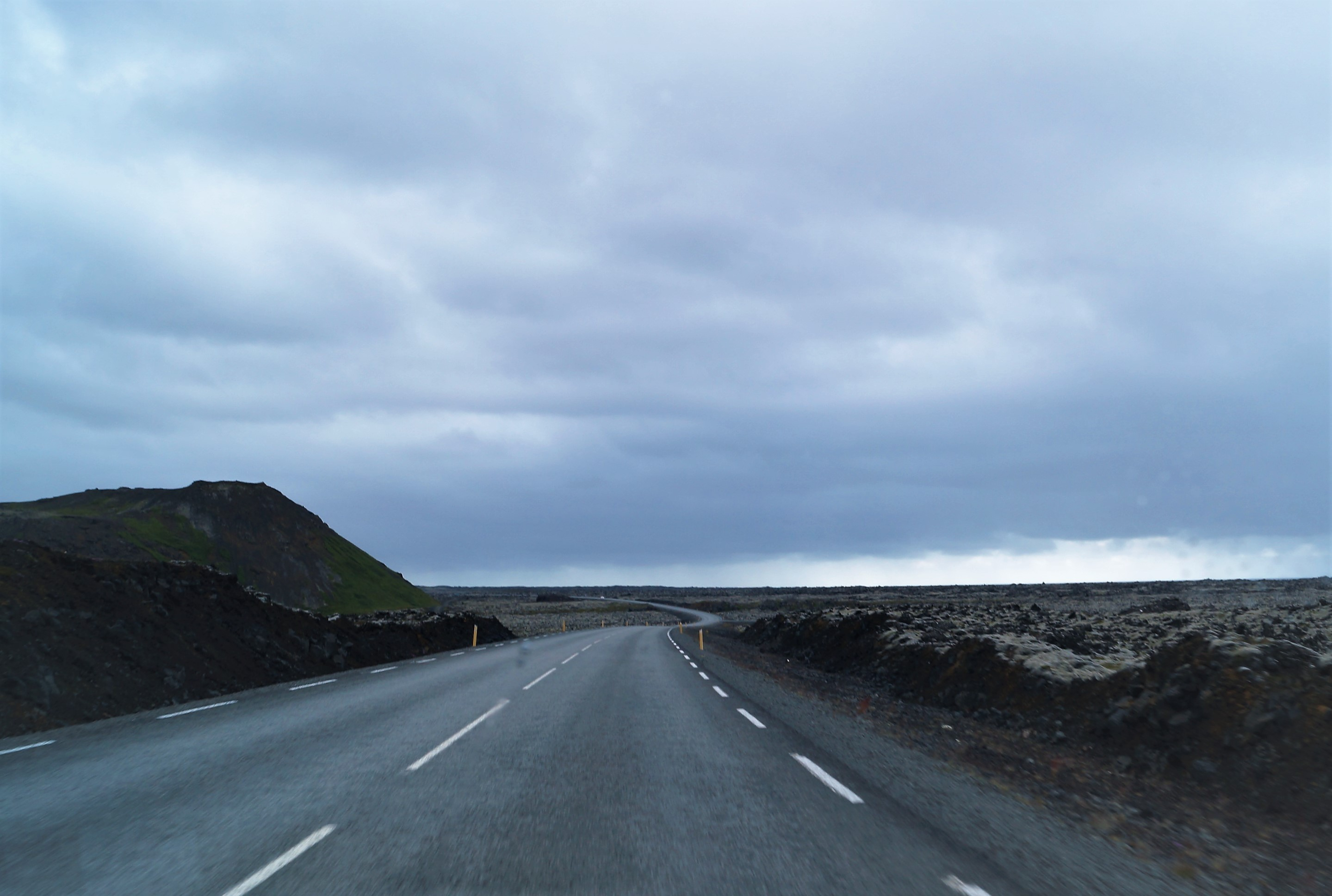
Поле лави Ögmundarhraun, дорога 427, півострів Рейк’янес

Тектонічна структура Ісландії характеризується різними сейсмічно та вулканічно активними центрами. Ісландія межує на півдні з хребтом Рейк'янес, який є сегментом Серединно-Атлантичного хребта, а на півночі з хребтом Кольбейнсі. Рифтинг у південній частині Ісландії зосереджений у двох основних паралельних рифтових зонах. Рифт півострова Рейк'янес на південному заході Ісландії є продовженням хребта Рейк'янес, що з'єднується із Західною вулканічною зоною (WVZ). Більш активна Східна вулканічна зона (EVZ) є рифтовим стрибком, хоча незрозуміло, як відбувалося поширення основної рифтової активності. Зсув між WVZ і EVZ здійснюється в сейсмічній зоні Південної Ісландії, районі, що характеризується високою активністю землетрусів. EVZ на півночі переходить у Північну вулканічну зону (NVZ), яка включає вулкан Крапла. NVZ пов’язаний з хребтом Кольбейнсі через зону руйнування Тьорнеса, ще один важливий центр сейсмічності та деформації.
Після майже 800 років тиші, на півострові Рейк'янес розпочалася вулканічна активність у 2021 році. Після початку виверження вулкану Фаградальсф'ядль 19 березня 2021 року експерти журналу National Geographic передбачили, що це "може ознаменувати собою початок десятиліть вулканічної діяльності". Станом на 16 квітня 2021 року виверження тривало.
14 січня 2024 року, на півострові Рейк'янес почалося виверження вулкана. Лава досягла невеликого рибальського містечка Гріндавік та почала руйнувати будинки, що змусило евакуювати мешканців.

## Активна тектоніка
10 липня 2023 року, на півострові Рейкьянес, неподалік від столиці Ісландії Рейк’явіка, після декількох днів сейсмічної активності почалося виверження вулкана. Згідно повідомлення Iceland Monitor, за тиждень до цього, з району виверження надходили повідомлення про значний підйом ґрунту у багатьох місцях. Наступного дня, 4 липня, в регіоні відбулася низка землетрусів. Відтоді кількість підземних поштовхів зросла до тисяч, багато з яких перевищували 4 бали за шкалою Ріхтера, а деякі перевищували 5 балів. Вулкан розташований неподалік від місця попередніх вивержень, що відбулися у 2021 та 2022 роках. Дослідники, які спостерігають за розвитком подій, показали драматичні кадри виверження новітнього "молодого" вулкана Землі, кратер якого ефектно повалився, викидаючи в повітря "бризки" розплавленої лави. Відомо, що цей вулкан утворився внаслідок підземного землетрусу, який відкрив тріщину завдовжки 4,3 кілометра. Дослідники зазначають, що "народженню" вулкана також передував "сейсмічний рій" з 7000 землетрусів, які були зафіксовані в цьому регіоні. Дані дослідницької групи Університету Ісландії свідчать про те, що його тектонічна активність сповільнилася приблизно через тиждень після початку виверження.
19 грудня 2023 року, близько 21:00 (за місцевим часом), вдруге за рік, на півострові Рейк'янес, після кількох сильних землетрусів почалося виверження вулкана. Магнітуда землетрусу досягла 4,2 балів. Близько 22:46 того ж дня, в районі міста Гріндавік почалося виверження вулкана. Влада почала евакуацію населення.
Розташована між Євразійською та Північноамериканською тектонічними плитами, Ісландія є гарячою сейсмічною та вулканічною точкою, оскільки дві плити рухаються у протилежних напрямках. Хоча землетруси в Ісландії є повсякденним явищем, ці землетруси є попереджувальним знаком, що країна вступає у фазу підготовки до наступного вулканічного виверження. Станом на 27 жовтня 2023 року, як повідомило агентство Reuters, на півострові Рейк'янес на південному заході Ісландії сталося понад 5500 невеликих землетрусів за останні три дні, що збільшує ймовірність виверження вулкана.  

## Сучасні льодовики
Льодовики покривають близько 11 % території Ісландії; найбільший з них — Ватнайокутль. Оскільки багато льодовиків вкривають діючі вулкани, підльодовикові виверження можуть становити небезпеку через раптові повені, спричинені талою льодовиковою водою, відомою як єкуллойп. Ісландські льодовики загалом відступали протягом останніх 100 років; Ватнайокутль втратив аж 10 % свого обсягу.

## Вплив людини та природні катастрофи
- Надмірний випас худоби

- Ерозія грунту

- єкуллойпи
- Флюороз
- Виверження Лакі
- Землетрус у Ісландії 2008 року
- Знеліснення
- Використання геотермальної енергії

## Див.також
- Ісландія (гаряча точка) та Ісландський плюм
- Географія Ісландії
- Геологічна деформація Ісландії[en]
- Геотермальна енергетика в Ісландії[en]
- Фьорди Ісландії
- Льодовики Ісландії
- Острови Ісландії
- Список водоспадів Ісландії
- Озера Ісландії
- Річки Ісландії
- Вулкани Ісландії
- Вулканізм в Ісландії